# Chamaea fasciata
Chamaea fasciata là một loài chim thuộc chi đơn loài Chamaea trong họ Sylviidae.